# (2947) Kippenhahn
(2947) Kippenhahn est un astéroïde de la ceinture principale.

## Description
(2947) Kippenhahn est un astéroïde de la ceinture principale. Il fut découvert le 22 août 1955 à Heidelberg par Ingrid van Houten-Groeneveld. Il présente une orbite caractérisée par un demi-grand axe de 2,31 UA, une excentricité de 0,12 et une inclinaison de 3,1° par rapport à l'écliptique.

## Compléments